# Hassan Pakravan

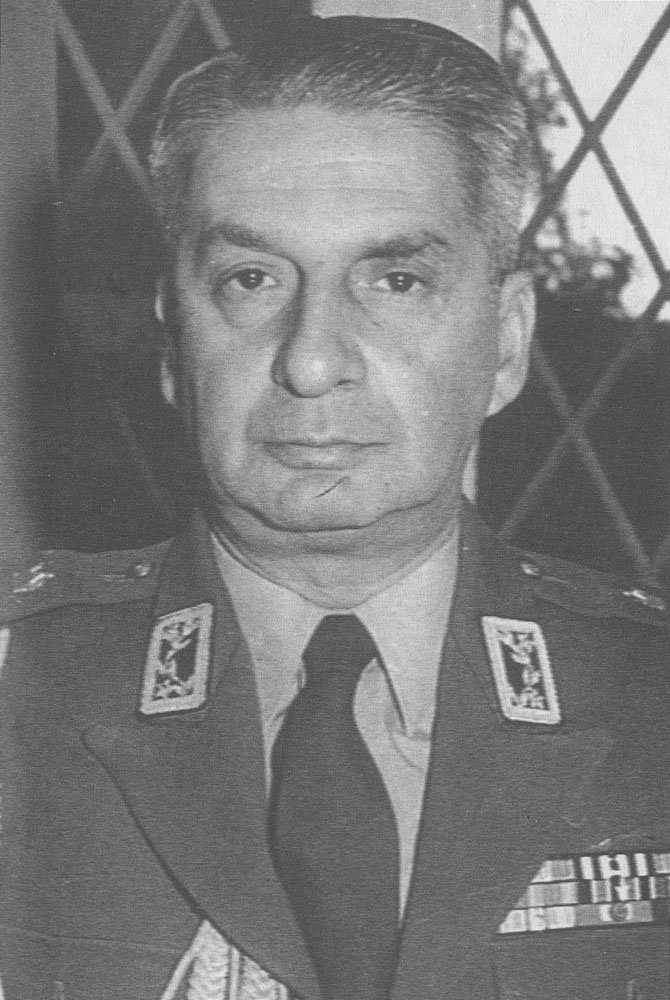
General Hassan Pakravan

Hassan Pakravan (4 de agosto de 1911 - 11 de abril de 1979) fue un conocido diplomático y ministro en el gobierno Pahlavi pre-revolucionaria de Irán. Él no sólo es notable por su compromiso político con el gobierno de Mohammad Reza Pahlavi y SAVAK, sino también su relación con Ruhollah Jomeini.

## Primeros años
Hassan Pakravan, hijo de Fathollah y Emineh, nació en Teherán el 4 de agosto de 1911 (13 Mordad 1290 AP). Su padre ocupó muchos puestos de gobierno, entre ellos de gobernador de la provincia de Jorasán y embajador en Italia. Su madre, en parte de ascendencia europea, fue profesora en la Universidad de Teherán. Ha sido galardonada con el prestigioso Prix Francés Rivarol, que el gobierno francés le da a los autores extranjeros que escriben directamente en francés. Ella estaba relacionado con las reglas de Habsburgo del Imperio Austro-Húngaro.
Cuando era niño, Pakravan acompañado a sus padres al Cairo, donde su padre fue nombrado agente diplomático. Allí, él recibió su educación primaria en el Liceo Francés. Luego fue enviado a Lieja, Bélgica, donde asistió a la escuela secundaria y la universidad. Pakravan entonces estudió en la escuela de artillería en Poitiers, Francia, y la École d'Application d'Artillerie en Fontainebleau.

## Carrera política
Pakravan comenzó su carrera en la Academia Militar de Teherán , donde fue profesor de artillería. Luego se desempeñó en una serie de militares, políticos y diplomáticos, entre otros puestos de ayudante en el Departamento de la Segunda División , agregado militar en Pakistán (1949-1950), jefe de Inteligencia del Ejército (1951-1953), agregado militar en la India (1954-1957), jefe adjunto de la Organización de Inteligencia del Estado y de la Seguridad a cargo de los asuntos exteriores (1957-1961), vice primer ministro y jefe de la Inteligencia del Estado y la Organización de Seguridad (1961-1965) , ministro de Información (1965-1966) , embajador en Pakistán (1966-1969) , embajador en Francia (1969-1973) , y el consejero principal del Ministerio de Justicia (1974-1979). Pakravan era conocido por ser más compasivo que cualquiera de Seguridad Nacional y otros directores del Departamento de Información. Sin embargo, Muhammad Reza Shah reemplazó a Pakravan con su amigo de la infancia Nematollah Nassiri en 1965. Regresó a Irán en 1976 y fue sacado de su retiro en 1978 por el Shah en un último esfuerzo para frenar la corrupción en el Royal Court. Los partidarios de Pakravan señalaron su carácter aristocrático e impecable, así como su inteligencia y valor moral para ser una fuente de consuelo en los tiempos difíciles de 1978 a 1979, cuando la revolución iraní tomó el control de la oposición y, finalmente, tomó el poder.